# Football Club de Levallois
Ne doit pas être confondu avec Football Étoile Club de Levallois ou Levallois Sporting Club football.
Le Football Club de Levallois, abrégé en FC Levallois, est un club de football français fondé en 1894, disparu en 1897 et basé à Levallois-Perret, commune limitrophe de Paris.
Le club est l'un des premiers fondés en France. Il participe aux deuxième, troisième et quatrième éditions du championnat de France organisé par l'USFSA, la première compétition de football en France. Il obtient son meilleur résultat lors de la saison 1895-1896 avec une quatrième place. Relégué à l'issue de la saison suivante, le club cesse son activité après seulement trois ans d’existence.
Le FC Levallois jouait sur un terrain à proximité de la porte de Courcelles et avait pour couleurs le jaune et le noir.

## Historique

### Genèse du club (1894-1895)

Localisation de Levallois-Perret.

La première édition du championnat de France de football se tient pour la saison 1894-1895 entre six clubs parisiens. Un grand changement s'opère pour la saison 1894-1895, Levallois-Perret devenant le centre du football parisien. En effet, alors que la plupart des rares clubs existants jouaient dans le quartier de Bécon à Courbevoie sur des terrains appartenant à la Compagnie des chemins de fer de l'Ouest, celle-ci cherche à les vendre et y interdit par conséquent la pratique du football. Les trois principaux clubs de l'époque, le Standard Athletic Club, les White Rovers et le Club français, se rabattent alors sur des terrains situés dans la commune voisine de Levallois-Perret.
Dans le même temps, en septembre 1894, un nouveau club est justement fondé à Levallois-Perret, le Football Club de Levallois. Il s'installe sur un terrain à proximité de la porte de Courcelles et adopte comme couleurs le jaune et le noir. Le capitaine est M. Lejeune, tandis que se trouvent parmi ses coéquipiers MM. Bourguignon, Pèche, Gandré, Fazillau ou encore Gonzalès,. Dans la foulée, M. Pèche devient président de la Commission de football de l'Union des sociétés françaises de sports athlétiques (USFSA). Le 8 janvier 1895, la Commission nomme une vingtaine d'arbitres officiels pour un an, dont font partie MM. Pèche, Lejeune et Gandré du FC Levallois.

### Participation au championnat de France et disparition (1895-1897)
Le FC Levallois s'inscrit pour la deuxième édition du championnat de France, disputée sous forme de Coupe. Le club, non tête de série, est opposé en quart de finale sur le terrain du vélodrome de la Seine au Club français, qui l'emporte aisément par onze buts à zéro. Le 22 octobre 1895, la nouvelle Commission de football est constituée, cette fois-ci sans joueur du FC Levallois. Une formule de poule est adoptée pour le championnat de France 1895-1896, qui oppose neuf clubs parisiens. Le FC Levallois termine quatrième derrière les trois grandes équipes (Club français, White Rovers et Standard AC) en étant invaincu face aux cinq autres clubs,.
La saison suivante, le club engage une équipe seconde dans la 2e série venant d'être constituée. En 1er série, le FC Levallois termine septième sur neuf équipes avec seulement deux victoires. La 1re série devant passer à six clubs pour la saison 1897-1898, cette septième place signifie une relégation du club en 2e série. Néanmoins, le FC Levallois arrête semble-t-il son activité à la fin de cette saison 1896-1897, celui-ci ne s'engageant ni en 2e série ni en championnat des équipes secondes. Un nouveau club se forme à Levallois-Perret pour la saison 1898-1899, le Football Étoile Club de Levallois, qui adopte comme couleurs le vert. Il ne peut toutefois pas être établi de lien direct entre le FC Levallois et le FEC Levallois.

## Bilan saison par saison
Le tableau suivant présente le bilan saison par saison du FC Levallois sur les trois saisons qu'il a disputé. Le club n'a remporté que quatre victoires sur ses dix-sept rencontres officielles.
| Saison    | Championnat                        | Div.  | Clas. | Pts   | J  | V | N | D  | Bp | Bc | Diff |
| --------- | ---------------------------------- | ----- | ----- | ----- | -- | - | - | -- | -- | -- | ---- |
| 1894-1895 | Championnat de France              | –     | 1/4   | –     | 1  | 0 | 0 | 1  | 0  | 11 | -11  |
| 1895-1896 | Championnat de France              | –     | 4 / 9 | 7     | 8  | 2 | 3 | 3  | 11 | 6  | +5   |
| 1896-1897 | 1er série du championnat de France | 1     | 7 / 9 | 4     | 8  | 2 | 0 | 6  | 15 | 22 | -7   |
| Total     | Total                              | Total | Total | Total | 17 | 4 | 3 | 10 | 26 | 39 | -13  |